# داویت صافاریان
داویت صافاریان (به ارمنی: Դավիթ Սաֆարյան) (زاده ۱ اوت ۱۹۸۹) یک کشتی‌گیر در رشته کشتی آزاد اهل ارمنستان است. صافاریان در سال ۲۰۱۳، قهرمان کشتی جهان و نیز قهرمان کشتی اروپا شد. او در دورهٔ بازی‌های المپیک ۲۰۱۲ لندن و ۲۰۱۶ ریو با کسب سهمیه حضور داشت که به مدالی دست نیافت.

## المپیک ۲۰۱۲
در المپیک ۲۰۱۲ لندن در وزن ۶۶ کیلو حاضر بود که در دور اول عبدو عمر از مصر را شکست داد اما در دور بعد از آکژورک تاناتاروف کشتی گیر قزاقستانی شکست خورد از دور رقابت ها کنار رفت. در المپیک ۲۰۱۶ ریو در وزن ۶۵ کیلو حاضر بود که در دور اول از فرانک چامیزو کشتی گیر ایتالیایی شکست خورد از دور رقابت ها کنار رفت.